# Orbona
Orbona oder Orbana war eine römische Göttin, die in der modernen Forschung zu den sogenannten „Sondergöttern“ gezählt wird. Als solche wurde sie wohl in den Indigitamenta, den libri pontificales (Pontifikalbücher), gelistet.
Nach Tertullian und Arnobius, die sich zur Funktion der Göttin äußern und eine der wichtigsten Quellen zu den Indigitamenta sind, war sie für die Tötung von Kindern verantwortlich. Die Eltern wurden durch sie orbus, also kinderlos. Laut Arnobius standen daher unter ihrem Schutz Eltern, die ihres Kindes beraubt waren (in tutela sunt Orbonae orbati liberis parentes).
Cicero und ihm folgend Plinius, dessen Zeugnis allerdings erst zur Konjektur der verderbten Stelle bei Cicero führte, erwähnen ein kleines Heiligtum der Orbona, das sich nahe dem Larenheiligtum auf der Velia an der Via Sacra befand. Genannt wird sie von beiden im Kreis weiterer unheilbringender, bedrohlicher Gottheiten: der Febris (Göttin des Fiebers) und der Mala Fortuna (Göttin des schlimmen, bösen Schicksals).